# Grojec (Alwernia)
Grojec ist ein Dorf mit einem Schulzenamt der Gemeinde Alwernia im Powiat Chrzanowski der Woiwodschaft Kleinpolen in Polen.

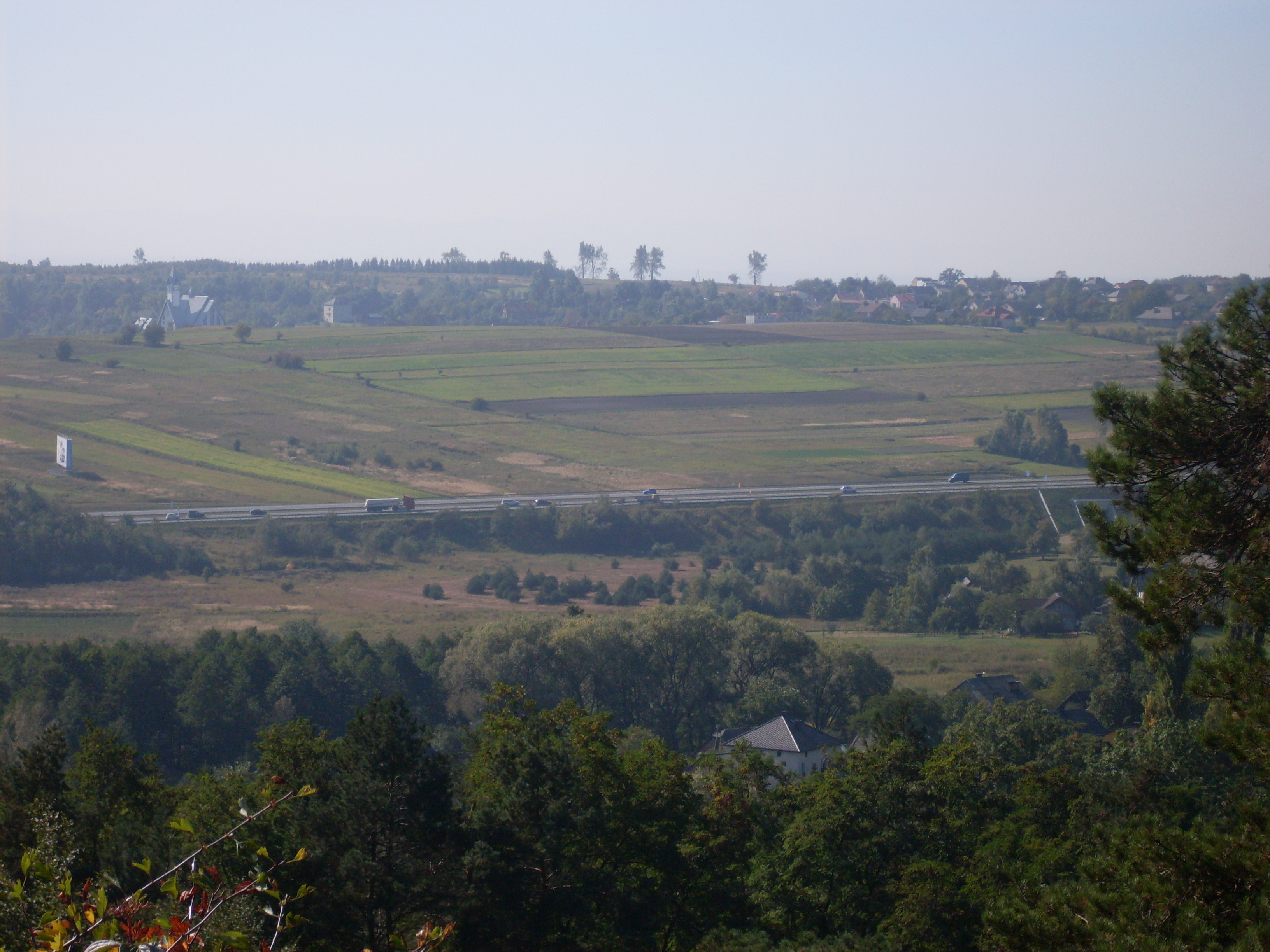
Autobahn zwischen Grojec und Rudno

## Geographie
Der Ort liegt im Krakau-Tschenstochauer Jura, 13 km südöstlich der Stadt Chrzanów. Die Nachbarorte sind Poręba Żegoty im Süden, Nieporaz und Regulice im Westen, Rudno im Norden, sowie Zalas im Südosten. Am nördlichen Rand des Dorfs verläuft die Autostrada (Autobahn) A4.

## Geschichte
Die ersten Erwähnungen von Grodziec bzw. Grodez stammen aus den Jahren 1227 und 1229, als die Abtei Tyniec ihren Anspruch des Besitztums des Dorfs verteidigte, obwohl die Authentizität dieser Dokumente manchmal in Frage gestellt wurde. Der Name, ursprünglich Grodziec, erst ab dem 16. Jahrhundert Groiecz (1569), ist abgeleitet von der Slawischen Wallburg (grodziec), und gehört der ältesten Siedlungen im Gebiet der ehemaligen Kastellanei von Chrzanów, möglicherweise aus dem 11. Jahrhundert.
Der Ort gehörte zunächst zum Königreich Polen (ab 1569 Adelsrepublik Polen-Litauen), Woiwodschaft Krakau. Ab 1581 im Besitz der Familie Tęczyński. Bei der dritten Teilung Polens wurde Grojec 1795 Teil des habsburgischen Kaiserreichs. In den Jahren 1815–1846 gehörte das Dorf zur Republik Krakau, 1846 wurde es als Teil des Großherzogtums Krakau wieder in die Länder des Kaisertums Österreich annektiert. Ab dem Jahr 1855 gehörte Grojec zum Bezirk Chrzanów.
1918, nach dem Ende des Ersten Weltkriegs und dem Zusammenbruch der k.u.k. Monarchie, wurde Grojec Teil Polens. Unterbrochen wurde dies nur durch die Besetzung Polens durch die Wehrmacht im Zweiten Weltkrieg. Es gehörte dann zum Landkreis Krenau im Regierungsbezirk Kattowitz in der Provinz Schlesien (seit 1941 Provinz Oberschlesien), an der Grenze des Generalgouvernements im Osten (Zalas). Von 1975 bis 1998 gehörte Grojec zur Woiwodschaft Krakau.